# Sigfrid Siwertz

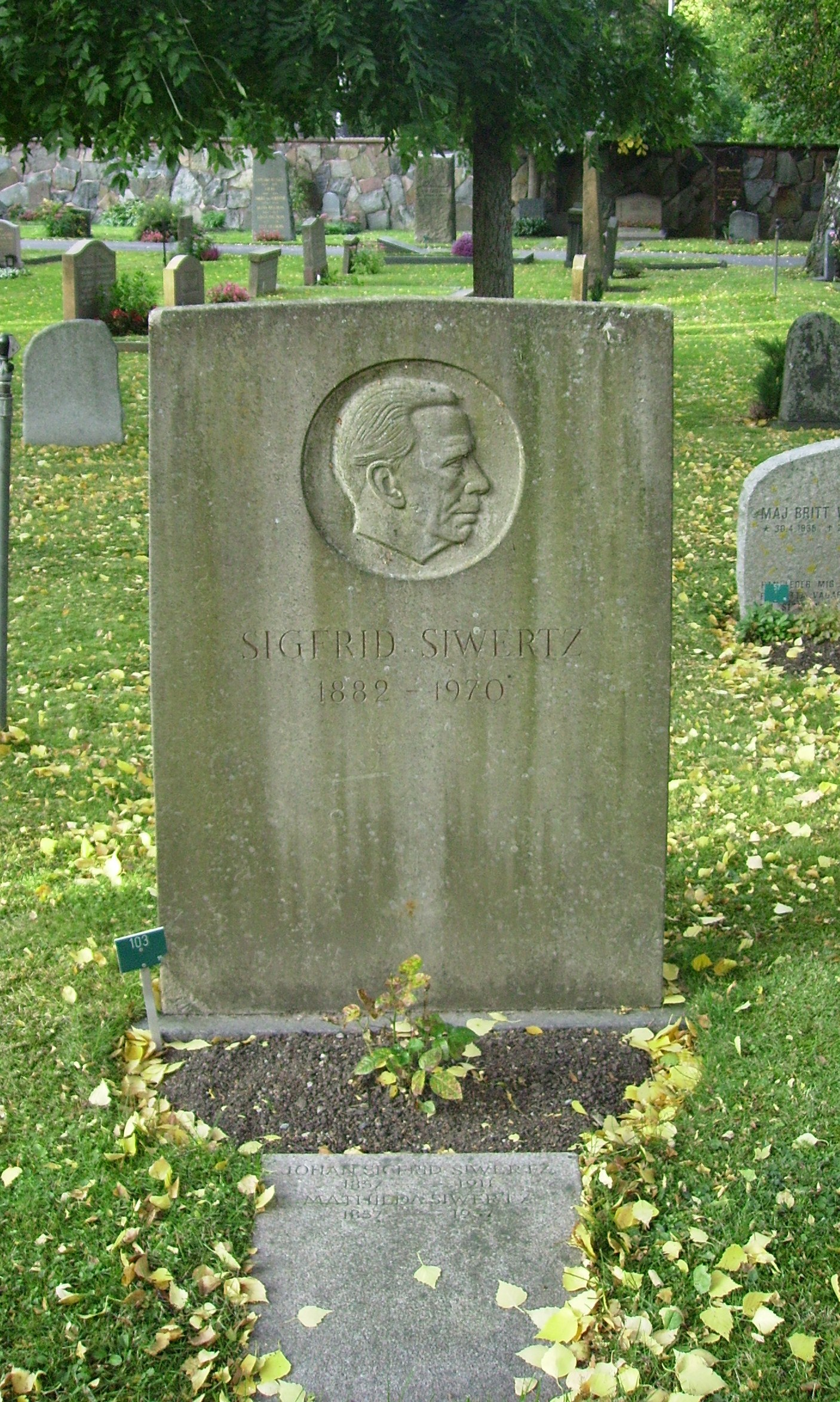
Mormântul lui Sigfrid Siwertz în cimitirul Solna.

Per Sigfrid Siwertz (n. 24 ianuarie 1882, Parohia Klara⁠(d), Over-Governors office⁠(d), Suedia – d. 26 noiembrie 1970, Engelbrekt church parish⁠(d), Comitatul Stockholm, Suedia) a fost un scriitor și poet suedez, membru al Academiei Suedeze în perioada 1932-1970. A fost căsătorit cu jurnalista Margit Siwertz, născută Strömberg.

## Biografie
Sigfrid Siwertz a urmat studii de litere la Universitatea Uppsala, unde a format prietenii cu Yngve Larsson, viitorul deputat și consilier municipal al orașului Stockholm, și a aderat ulterior la societatea literară studențească Les quatre diables. El și-a continuat apoi studiile la Paris. Acolo a fost influențat puternic de alți scriitori care, în spiritul lui Henri Bergson, au realizat o abordare literară axată pe voință. Libertatea, curajul și determinarea ocupă un loc proeminent în scrierile sale, făcând ca opera lui Siwertz să fie o experiență vastă și îmbogățitoare. În perioada 1925-1926 Sigrid Siwertz (care era deja căsătorit) a avut o relație de dragoste cu Elin Wägner, care ulterior i-a devenit colegă în Academia Suedeză.
Siwertz a locuit o perioadă în Casa Maritimă (Sjöfartshuset) de pe cheiul Skeppsbron din Stockholm. Clădirea a fost deținută din 1902 de editorul Karl Otto Bonnier, care a cedat unele spații pentru a fi folosite de Uniunea Scriitorilor din Suedia.
Galeria Națională de Portrete de la Castelul Gripsholm din Mariefred conține un portret al lui Siwertz realizat de Bo Beskow.

## Activitate literară
Cele mai cunoscute cărți ale lui Siwertz sunt Selambs (1920), o cronică de familie despre cinci frați extrem de egoiști și obsedați de câștig (ecranizată într-un serial TV în 1979), și Mälarpirater (1911), o carte de aventuri în care trei băieți fură o barcă cu pânze și navighează cu ea pe Lacul Mälaren (povestea a fost ecranizată de trei ori: în 1923, 1959 și 1987).
Siwertz a mai scris poezii, piese de teatru și memorii de călătorie. Crescut într-un mediu burghez interesat de afaceri, el a prezentat în mod deschis ambiția și lăcomia capitalistă. A respins ideile conservatoare ale vremii și a fost una dintre rarele voci care s-au opus capitalismului american și societății de consum.
Jonas och draken (1928) a fost reeditat de Timbro în 1998. În prefața cărții P.J. Anders Linder afirmă că „Jonas och draken este opera centrală a scriitorului creator de idei Siwertz” și că descrierea societății capitaliste a vremii este încă valabilă: „epuizarea, monotonia vieții cotidiene, necesitatea de a urma cursul societății, de a fi la curent cu o mie și unu de domenii și de a rămâne mereu productiv”.

## Scrieri
- Gatans drömmar 1905
- Den unga lönnen 1906
- Margot med flera berättelser 1906
- Cirkeln 1907
- Indiansommar 1908
- De gamla 1909
- Hamn och haf 1911 (nuvela „Drömmen om barnet” din această carte a fost ecranizată în 1932 sub titlul Svarta rosor)
- Visdomständerna 1911
- Mälarpirater 1911 (ecranizat în 1923, 1959 și 1987)
- Ämbetsmän på äfventyr 1912
- En strid på Defvensö 1913
- En flanör 1914
- De stora barnen 1915
- Eldens återsken 1916
- Lördagskvällar 1917
- Noveller 1918
- Storm i vattenglas 1918
- Vindros 1919
- Dikter 1920
- Selambs 1920 (ecranizat într-un serial TV difuzat de SVT în 1979)
- Ställverket 1921
- En handfull dun 1922
- Taklagsölet 1923
- Hem från Babylon 1923 (ecranizat în 1941)
- Lata latituder 1924
- Vattenvärlden 1925
- Det stora varuhuset 1926
- En färd till Abessinien 1926
- Mälarberättelser 1927
- Jonas och draken 1928
- Reskamraterna 1929
- Ekotemplet 1930
- Trions bröllop 1930
- Det stora bygget 1930
- Änkeleken och andra berättelser 1931
- Jag har varit en tjuv 1931
- Saltsjöpirater 1931
- Lågan 1932
- Två tidsdramer 1933
- Det sista äventyret 1935
- Jorden min hobby 1936
- Minnas 1937
- Skönhet 1937
- Det stora bullret 1938
- Spel på havet 1938
- Ett brott 1938 (ecranizat în 1940)
- Minne av Jacob Wallenberg 1938
- Jag fattig syndig 1939 (nuvela „Enhörningen” din această carte a fost ecranizată în 1955 sub titlul Enhörningen)
- Mer än skuggor 1940
- Medelålders herre 1940
- Brutus 1942
- Sex fribiljetter 1943
- Samlade dikter 1944
- All världens äventyr i ett urval 1944
- Förtroenden 1945
- Lilla fru Alibi 1945
- Djami och vattenandarna 1945
- Spegeln med amorinerna 1947
- Klas och Bob 1947
- Att vara ung 1949
- Slottsfinal 1950
- Glasberget 1952 (ecranizat în 1953 de Gustaf Molander)
- Författaren Churchill 1952
- Stockholm möter våren 1952
- Min stad 1953
- Pagoden 1954
- Liten herre i grå kostym 1955
- Den goda trätan 1956
- Trådar i en väv 1957
- Korsade spår 1958
- Enhörningen och andra noveller 1958 (reeditarea unor nuvele selectate din Änkeleken și, respectiv, a unor povestiri din Jag fattig syndig)
- Fåfäng gå 1959
- Stockholms vattenvärld 1959
- Det skedde i Liechtenstein 1961
- Adolf Törneros 1961
- Minnets kapriser 1963
- Andromeda tur och retur 1964
- Trappan och Eurydike 1966
- Nils Personne 1967
- Episodernas hus 1968

## Premii și alte onoruri
- Marele premiu al societății literare Samfundet De Nio (1927)
- Premiul Bellman (1946)
- Doctor honoris causa al Universității din Stockholm în 1947